# Neue Slowenische Kunst
Neue Slowenische Kunst – kolektyw artystyczny założony w 1984 r. w Słowenii zrzeszający wykonawców o podobnych zapatrywaniach na sztukę i jej ekspresję.
Jedną z idei lansowanych przez NSK było powołanie własnego państwa, które nie posiada granic, do którego każdy obywatel świata mógłby należeć. Przy realizacji tego projektu używano nazwy NSK state lub Država NSK. Członkowie NSK także powołali do istnienia własną walutę oraz wydawali paszporty własnego państwa.
Członkami założycielami NSK są:
- zespół industrialny Laibach
- grupa artystyczna IRWIN
- teatr Sester Scipion Nasice (przemianowany później na Czerwony Pilot, a ostatecznie na Kosmokinetyczny gabinet Noordung)
- Novi Kolektivizem
- Departament Czystej i Stosowanej Filozofii.

Grupy te często wykonywały wspólne projekty, jak chociażby okładki płyt muzycznych Laibach dokonywana przez twórców z Irwina czy też przedstawienie przez Noordung Makbeta z muzyką Laibach.
Jednym z założeń było wykorzystywanie różnego typu symboli religijnych, faszystowskich czy też należących do kultury realnego socjalizmu i tworzenia z nich swoistych kolaży. Wykorzystywali też przy tym elementy nachalnej propagandy i kiczu, często na granicy politycznego skandalu, czego celem miała być demaskacja popkultury oraz zerwanie z istniejącymi tabu w sztuce, oraz przepracowanie lewicowej tradycji. Jedną z takich akcji było zgłoszenie projektu plakatu w 1987 na największy państwowy festiwal (federacyjny festiwal młodzieży w Belgradzie). Kiedy zgłoszony projekt wygrał, okazało się, że jest on kopią nazistowskiego obrazu z lat 30. Prowokowało to pytanie o rodzaj władzy jaka jest sprawowana w kraju, w którym taki plakat jest wybierany jako najwłaściwszy dla promowania największej państwowej imprezy.
Sami członkowie określają swą postawę mianem retrogardy (straży wstecznej). Termin ten miał być aluzją do miana jakim określano partię komunistyczną – politycznej awangardy. Elementy dawnych awangard są w działalności grupy rzeczywiście obecne, jednak pozbawione awangardowych motywacji: wiary w społeczne utopie, żadnych faktycznych (a jedynie demonstracyjnie deklarowane) związków z postępowymi ruchami społecznymi.